# 安迪·達利
安迪·達利（Andrew "Andy" Daly，1971年4月15日—）是美國的一位演員、喜劇演員和作家。他最著名的作品是在HBO喜劇體育老師笑傳中飾演Terrence Cutler角色。